# Brixentes
Les Brixentes sont un peuple alpin ancien.
Selon l'historien Claude Ptolémée, ils devaient être au nord des Rhètes. Selon l'historiographie moderne, leur aire de répartition permanente devrait coïncider avec le Val Pusteria et la ville de Bressanone.
Les Brixentes ont été soumis à Rome lors des campagnes de conquête de la Rhétie et de l'arc alpin par Auguste, menées par ses généraux Nero Claudius Drusus et Tibère (le futur empereur) contre les peuples alpins entre 16 et 15 av. J.-C.
Le nom des Brixentes est rappelé dans le Trophée des Alpes (Tropaeum Alpium), un monument romain érigé en 7-6 av. J.-C. pour célébrer la soumission des populations alpines et situé dans la ville de La Turbie.

## Source
- (it) Cet article est partiellement ou en totalité issu de l’article de Wikipédia en italien intitulé « Brixeneti » (voir la liste des auteurs).